# Skull & Bones (album)
Skull & Bones – piąty album studyjny zespołu Cypress Hill. Na płycie, obok muzyków zespołu, pojawiło się również wiele gwiazd, takich jak Everlast, Eminem, N.O.R.E., Christian Olde Wolbers, Dino Cazares z zespołu Fear Factory, Brad Wilk z zespołu Rage Against the Machine oraz Chino Moreno z Deftones. Album sprzedał się w liczbie ponad 1 mln sztuk. Album składa się z dwóch płyt CD - pierwsza zawiera muzykę rap, druga – z gatunku rapcore.
Intro zawiera fragment z filmu Ralpha Bakshi'ego Wizards. Utwór „(Rock) Superstar” pojawił się w filmie Dzień próby, a także został wykonany na żywo przez zespół Velvet Revolver.

## Lista utworów

### Skull(Dysk I)
1. "Intro" (Muggerud) – 1:52
2. "Another Victory" (Freese/Muggerud) – 3:11
3. "(Rap) Superstar" (Freese/Muggerud) – 4:53
4. "Cuban Necktie" (Freese/Muggerud) – 4:13
5. "What U Want from Me" (Freese/Muggerud) – 3:50
6. "Stank Ass Hoe" (Freese/Muggerud) – 5:09
7. "Highlife" (Freese/Muggerud/Reyes) – 3:53
8. "Certified Bomb" (Freese/Muggerud/Reyes) – 4:03
9. "Can I Get a Hit" (Freese/Muggerud) – 2:47
10. "We Live This Shit" (Freese/Muggerud) – 4:20
11. "Worldwide" (Freese/Muggerud/Reyes) – 2:45

### Bones(dysk II)
1. "Valley of Chrome" (Freese/Muggerud/Reyes) – 4:04
2. "Get Out of My Head" (Freese/Muggerud) – 3:31
3. "Can't Get the Best of Me" (Correa/Freese/Muggerud/Reyes/Wilk) – 4:15
4. "A Man" (Correa/Fleener/Freese/Reyes/Zambrano) – 3:08
5. "Dust" (Cypress Hill/Fleming/Freese) – 3:56
6. "(Rock) Superstar" (Freese/Muggerud/Reyes) – 4:37
7. "Jack You Back" (utwór dodatkowy, Freese/Muggerud/Reyes) - 3:32

## Skład
- B-Real - wokal
- Sen Dog - wokal
- DJ Muggs - producent
- Michael Barbiero - inżynier dźwięku
- Eric Bobo - perkusja
- Dino Cazares - gitara
- Jeremy Fleener - bas
- Rogelio Lozano - gitara
- Reggie Stewart - bas, gitara
- Brad Wilk - perkusja
- Christian Olde Wolbers - bas
- Andy Zambrano - gitara